# قله کرکس
قله کرکس یا قله کرکسین یکی از قله‌های کوهستان الوند است. این قله ۲۹۵۹ متر ارتفاع دارد. قله کرکس آخرین قله کوهستان الوند، در جهت شمال غربی تا گردنه اسدآباد و پناهگاه حیواناتی از قبیل قوچ و میش است. صعود به این قله، به علت صخره‌ای بودن از سمت شمال و دیواره‌ای بودن از سمت غرب، با امکانات فنی ممکن است. نزدیک‌ترین و ساده‌ترین راه صعود آن از طریق روستای وهنان است. چشمه پرآب و خنکی نیز به نام چهل چشمه در این مسیر قرار دارد. نزدیک قله کرکس قلهٔ دیگری به نام قراول‌خانه قرار گرفته‌است.